# 阿努拉特韦
颂德·帕昭·兰特·昭华·恭帕·阿努拉特韦（1746年3月28日—1806年12月20日）原名通因（ทองอิน），是暹罗扎克里王朝的一位王族、将领。《大南實錄》稱之為摩勒。他是拉玛一世国王的外甥，拉玛一世在位期间被任命为“副王助理”，又称“三王”，成为暹罗的第三号人物。他也是拉达那哥欣时代唯一一位持有该头衔的人。
通因于1746年5月28日出生在阿瑜陀耶王朝的一个贵族家庭拍·因他拉沙 (森)和沙（สา）的儿子。沙是通滴太上王和道伦王太后的长女，也是拉玛一世的胞姐，在扎克里王朝时期成为贴苏达瓦蒂王姐。通因是长子，他的下面还有两个弟弟和一个妹妹。
通因曾在吞武里王朝达信大帝（郑昭）的麾下，官阶为Luang Ritnaiwair (หลวงฤทธิ์นายเวร)。1780年他被封为Phraya Suriyaphai (พระยาสุริยอภัย)，并被任命为呵叻府府尹。
在舅舅拉玛一世于1782年成为国王之后，通因被封为“昭华”（Chaofa），此乃王子位阶中的最高级。不久，他被授予Krom Phra Rajawang Boworn Sathan Phimuk这个头衔，成为“副王副手”，或称“第三国王”，成为这个王国中的第三号最有权势的人物。新首都曼谷建成后，他在吞武里建立自己居住的宫殿后宫。这一宫殿位于今日西里拉医院，与副王居住的前宫相对，“后宫”与“前宫”分别成为“副王副手”和“副王”的代称。
在被任命为副王副手后，他于1785年协助拉玛一世国王，在九军战争中对抗缅甸王波道帕耶。在战争中，他陪伴拉玛一世，自缅甸手里夺回彭世洛。
通因王子在1806年12月20日逝世，享年60岁。在他死后，拉玛一世国王决定不再指定任何人继承他的三王头衔，使该头衔一直空缺，这个传统一直被后继国王保持，直到1885年这一头衔被拉玛五世废除。通因王子因此成为扎克里王朝历史上唯一一位三王。
通因王子有35子女，其中六人为正妻拍差耶·通育所生，其余都是他的妾所生。六名正妻所生子女获封“拍翁昭”（Phra Ong Chao）爵位，其他人获封“蒙昭”（Mom Chao）爵位。在拉玛四世在位期间，所有35人获封“Phra Samphan Wong Ther”（พระสัมพันธวงศ์เธอ，意即王室堂兄弟）。